# یواس‌ای‌ای

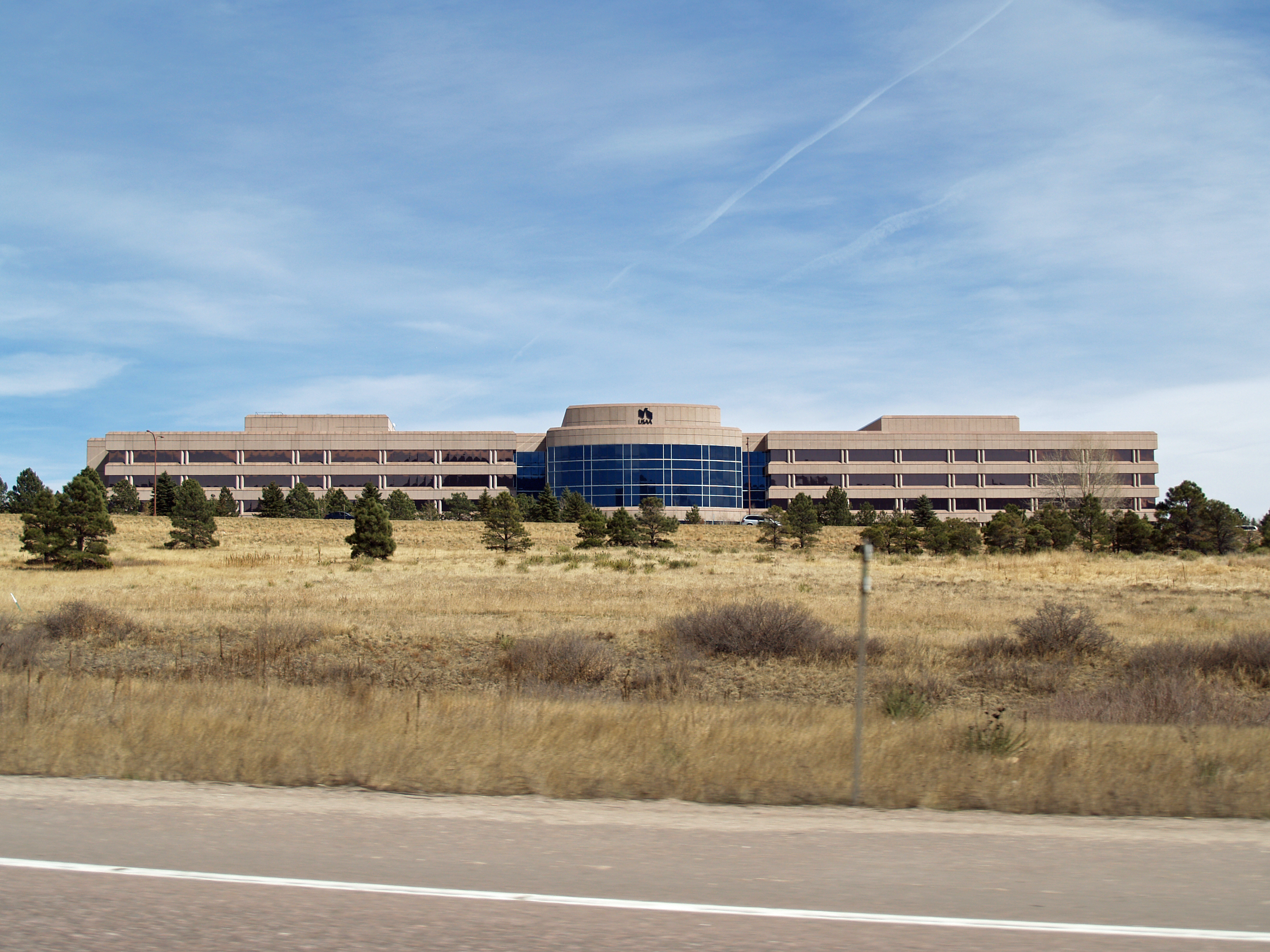
ساختمان اداری یواس‌ای‌ای در کلرادو اسپرینگز

یواس‌ای‌ای (به انگلیسی: USAA) (که خلاصه شده (به انگلیسی: United Services Automobile Association) بوده) شرکت خدمات مالی آمریکایی است، که در زمینه ارائه خدمات بازنشستگی، سرمایه‌گذاری، برنامه‌ریزی مالی، بانکداری، خدمات بیمه و بیمه عمر فعالیت می‌نماید.
شرکت یواس‌ای‌ای در سال ۱۹۲۲ توسط گروهی از افسران شاغل در نیروهای نظامی ایالات متحده آمریکا و با هدف ارائه خدمات بیمه به صورت صندوق سرمایه‌گذاری مشترک راه‌اندازی شد.
دفتر مرکزی این شرکت در شهر سان آنتونیو، ایالات متحده آمریکا قرار دارد و دفاتر بین‌المللی آن در شهرهای فرانکفورت، آلمان و لندن، بریتانیا مستقر می‌باشد.